# 뤼트 뤼버르스
뤼돌퓌스 프란시스퀴스 마리 "뤼트" 뤼버르스(네덜란드어: Rudolphus Franciscus Marie (Ruud) Lubbers 뤼돌퓌스 프란시스퀴스 마리 "륏" 뤼버르스[*], 네덜란드어 발음: [ryt ˈlʏbərs], 1939년 5월 7일~2018년 2월 14일)는 네덜란드의 정치인, 외교관이자 기업인으로 1982년부터 1994년까지 제47대 총리를 지냈고, 2000년부터 2005년까지 유엔 난민 고등판무관을 지냈다.  그는 이후에 기독교민주당 아펠로 합병된 가톨릭인민당의 당원이었다.
뤼버르스는 에라스무스 대학교에서 경제학을 전공하여 과학 석사를 취득하고 1963년 4월부터 1973년 5월까지 로테르담에 있는 제조 회사 홀란디아의 기업 이사, 그리고 1965년 1월부터 1973년 5월까지 기독교 고용주 협회를 위한 통상 협회 임원을 지냈다.  1972년 선거 후에 뤼버르스는 1973년 5월 11일에 취임한 요프 덴 아윌 내각에서 경제부 장관으로 임명되었다.  1977년 선거후에 뤼버르스는 네덜란드 하원으로 선출되어 그해 6월 8일부터 9월 8일까지 지냈다.  1977년의 내각 형성에 이어 뤼버르스는 새로운 내각에서 주택·공간적 계획부 장관이 되는 데 의문되었으나 거절하였고 12월 22일 하원으로 복귀하여 경제부를 위하여 장관 겸 대변인을 지냈다.  원내대표 빌럼 안티어스의 사임에 이어 뤼버르스는 1978년 11월 7일 취임하는 데 그의 승계자로 선발되었다.
1982년 선거가 있던 짧은 후, 현직 총리이자 기독교민주당 아펠의 당수 드리스 판 아흐트가 기대도 없이 자신이 물러나고 있었다는 것을 공고하고 뤼버르스가 당수이자 사실상의 다음 총리로서 그의 승계자로서 만장일치로 선발되었다.  1982년 내각 형성에 이어 뤼버르스는 자신의 첫 내각을 형성하고 총리가 되어 11월 4일 취임하였다.  1986년 선거를 위하여 뤼버르스는 선두 후보를 지내고 내각 형성 후에 제2차 내각을 형성하면서 두번째 기간을 위하여 총리직을 지속하였다.  1989년 선거를 윟여 뤼버르스는 다시 선두 후보를 지내고 또다른 성공적인 내각 형성에 이어 제3차 내각을 형성하고 3번째 기간을 위하여 총리직을 지속하였다.  1993년 10월 뤼버르스는 당수로서 자신이 물러나면서 1994년 선거에 출마하지 않거나 총리로서 또다른 기간을 지내지 않을 것을 공고하였다.  1994년 8월 22일 제1차 빔 콕 내각의 설치에 직무를 떠났다.
뤼버르스는 활동적 정치로부터 반 퇴직을 하였고 비영리 단체 이사로서 공공 부문에서 활동적이 되어 정부를 대표하여 몇몇의 국가 위원회와 의회들에 지냈으며 또한 1995년 2월부터 2000년 12월까지 틸뷔르흐 대학교와 미국 매사추세츠주 케임브리지에 있는 하버드 대학교의 하버드 케네디 스쿨에서 국제 관계와 세계화의 저명한 방문 교수를 지내기도 했다.  2000년 11월 뤼버르스는 다음 국제 연합 난민 고등 판무관으로서 후보로 지명되어 2001년 1월 1일부터 2005년 2월 20일까지 지냈다.  자신의 퇴직에 이어 뤼버르스는 공공 부문에서 지속적으로 활동적이 되었고 인도주의, 보전운동, 환경 운동, 지속 가능한 발전과 기후변화 문제들을 위한 옹호자, 섭외 대리인과 활동가로 일하였다.  그는 유엔으로부터 자신의 사임으로 이끈 2004년 성희롱 스캔들 같은 어느 정도 조사를 받았다.
뤼버르스는 팀 리더와 합의 의사결정으로서 자신의 능력들로 알려졌다.  자신의 총리 재임 동안 그의 내각들은 복지로 주요 개혁들을 위한 책임이 있었고 민영화와 지속 가능한 발전을 자극시키고 1980년대 초반 경기후퇴에 이어 경제에 활력을 불어넣었으며 부족액을 줄였다.  1995년 1월 31일
국가 장관의 명예 타이틀이 부여되었고 78세의 나이에 자신의 사망까지 정치인으로서 정치에 지속적으로 댓글을 달았다.  43세의 나이에 그는 네덜란드의 최연소 총리이다.  그는 마르크 뤼터가 2022년 8월 2일 기록을 차지했을 때까지 11년, 291일과 장기적 총리였다.  그는 제2차 세계 대전 후에 최고의 총리들 중의 하나로서 학자들과 대중 둘다에 의하여 꾸준히 순위를 매겨졌다.

## 초기 생애
로테르담에서 태어난 뤼버르스는 에라스무스 대학교에서 경제학을 전공하였고 초대 노벨 경제학상 수상자 얀 틴베르헌의 학생이었다.  자신의 1962년 논문 타이틀 - "현재 국제수지의 계정에 다양한 국가들에서 다른 생산성 추세의 영향"에 의하여 제안된 대로 그의 주요 관심사는 통화 정세에 있었따.  그는 원래 학문적 경력을 계획하였으나 뤼버르스의 건설 작업장이자 기계 제작자 홀란디아 B.V.의 경영에 가입하는 데 가족 상황에 의하여 강요되었다.

## 정치 경력

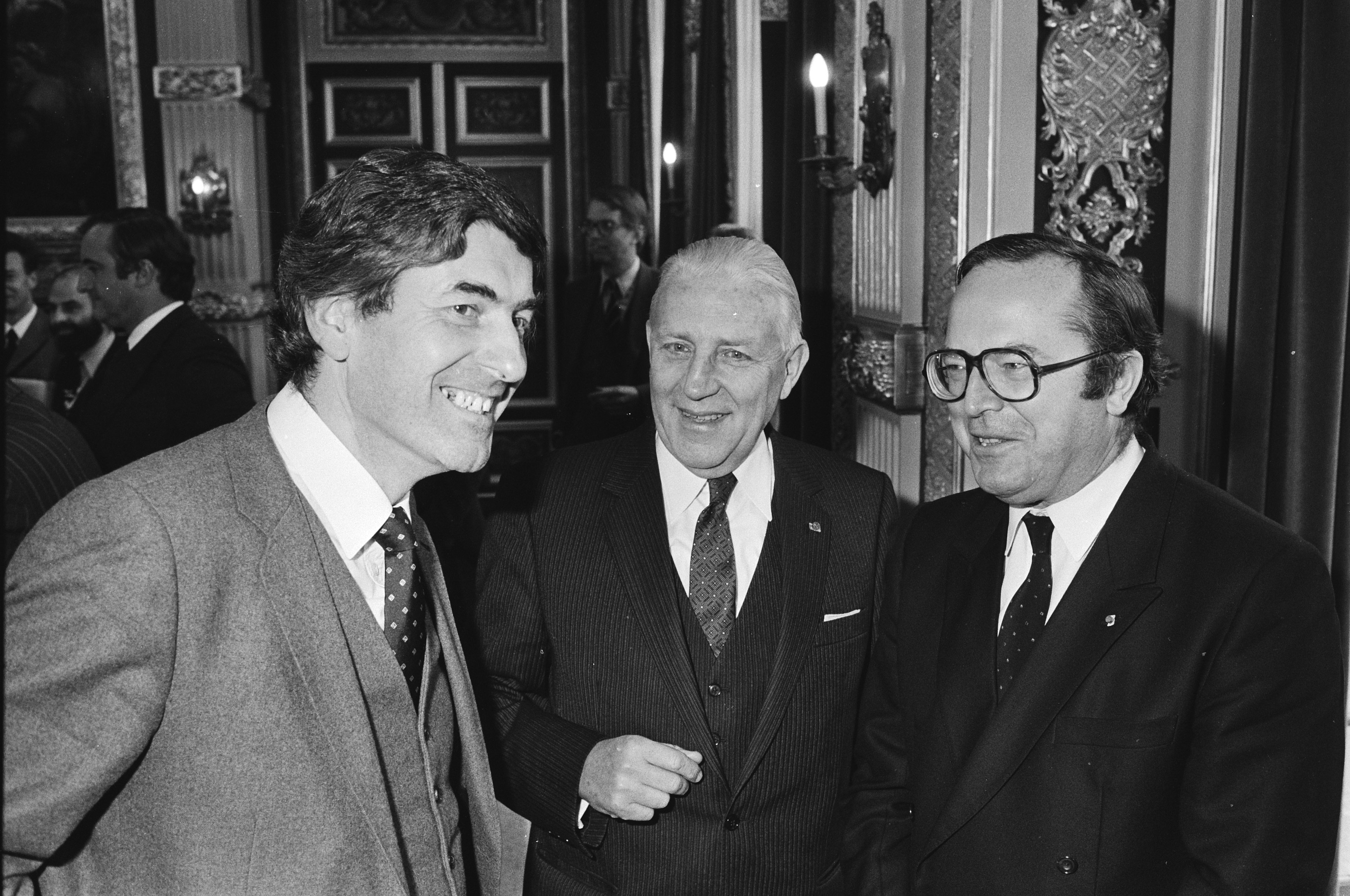
베네룩스 3국 총리들의 회담에서. 좌로부터 뤼버르스 (네덜란드), 피에르 베르너 (룩셈부르크), 빌프리트 마르턴스 (벨기에) (1982년 11월 10일)

1973년 5월 11일부터 1977년 12월 19일까지 뤼버르스는 요프 덴 아윌 내각에서 경제부 장관이자 가톨릭인민당의 당원이었다.  그는 때로는 다소 성격이 나빴으나 효과적인 장관이었다.  그는 1977년 드리스 판 아흐트 정부의 형성에 의회로 돌아가기로 선택하여 가톨릭인민당과 다른 2개의 주요 기독교 정당 사이의 동맹 기독교민주당 아펠의 수석 의회 부대표가 되었다.  그의 경력은 기독교민주당 아펠의 의회파 지도자 빌럼 안티어스가 제2차 세계 대전이 일어난 동안 게르마니시 SS에 복무했다는 고발 때문에 1978년 사임해야 했을 때 뜻밖의 힘을 얻었다.

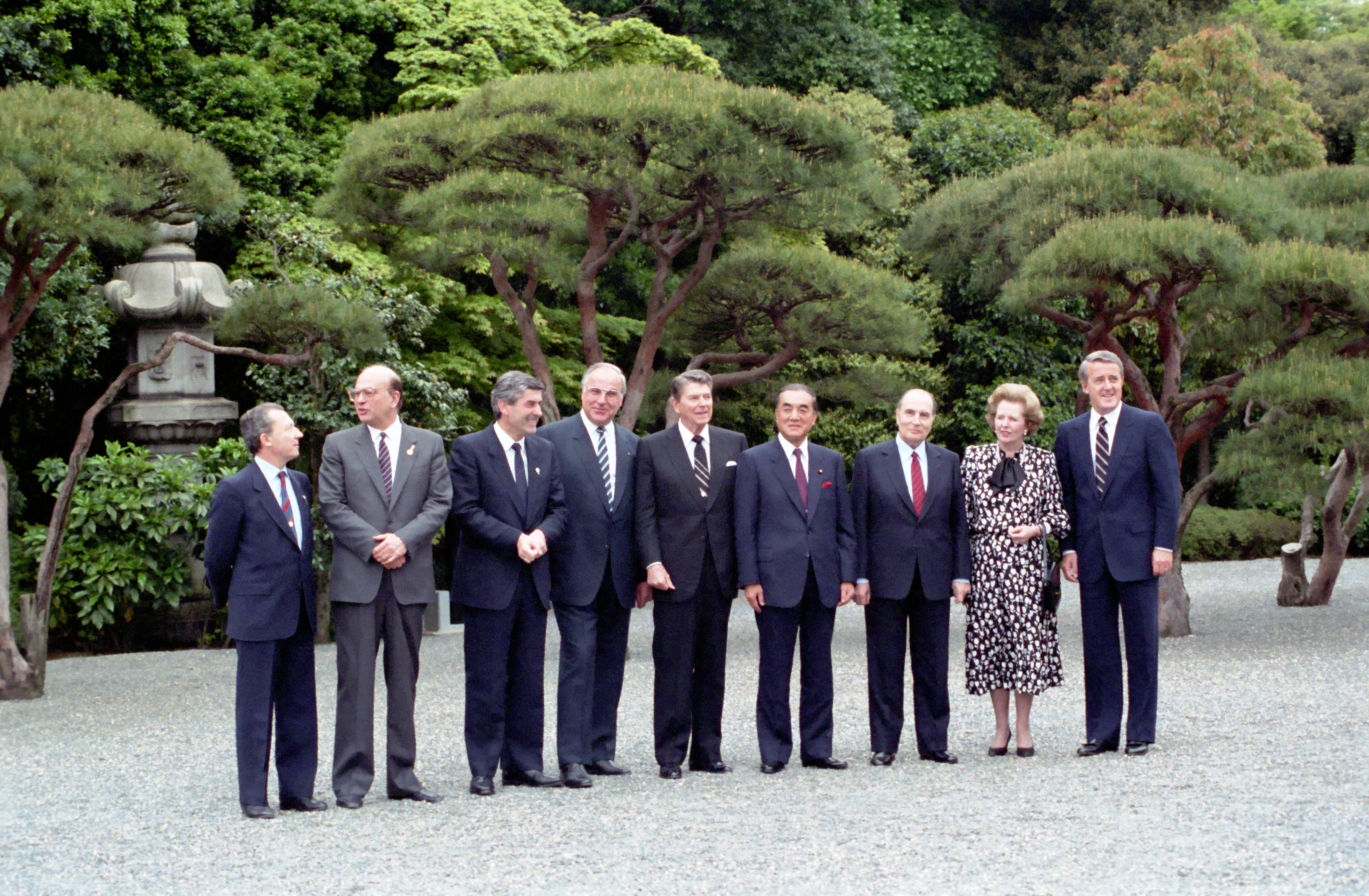
1986년 도쿄에서 열린 G7 정상 회의에서 (왼쪽에서 세번째가 뤼버르스)

1982년 총선이 판 아흐트 총리에 의하여 이긴 후, 판 아흐트가 갑자기 3번째 기간을 위하여 지내지 않을 것을 공고했을 때 비슷한 일이 생겼다.  뤼버르스는 총리직을 차지하였다.  그는 네덜란드 역사상 최연소 총리였으며 6개월 일찍이 43세 밖에 안되었다.  총리직에서 그의 시간의 주요 측면들은 공공 지출에서 광범위한 삭감, 광범위한 규제 완화와 민영화 프로그램들의 발포, 그리고 네덜란드에서 핵무장한 미국의 순항 미사일 (미-소간 무기 축소 회담들의 이유로 취소되었던)의 계획된 설치에 대항하는 헤이그 (1983년)에서 열린 대규모 시위를 포함하였다.
1994년 총리직을 떠난 후, 뤼버르스는 북대서양 조약 기구의 우두머리를 위한 후보로서 제시되었으나 미국이 그의 임명을 거부하였다.  그는 자신이 정규적으로 재정과 통화 제도를 여기는 회의들에 연루되었던 공식 통화 금웅 기관 포럼의 자문위원회에 있었다.
뤼버르스는 총리직에 있었던 동안 많은이들에 의하여 마거릿 대처에게 이념적인 상속자로 여겨졌다.  그의 선거 운동 슬로거들 중의 하나는 "더욱 많은 시장, 적은 정부"였다.

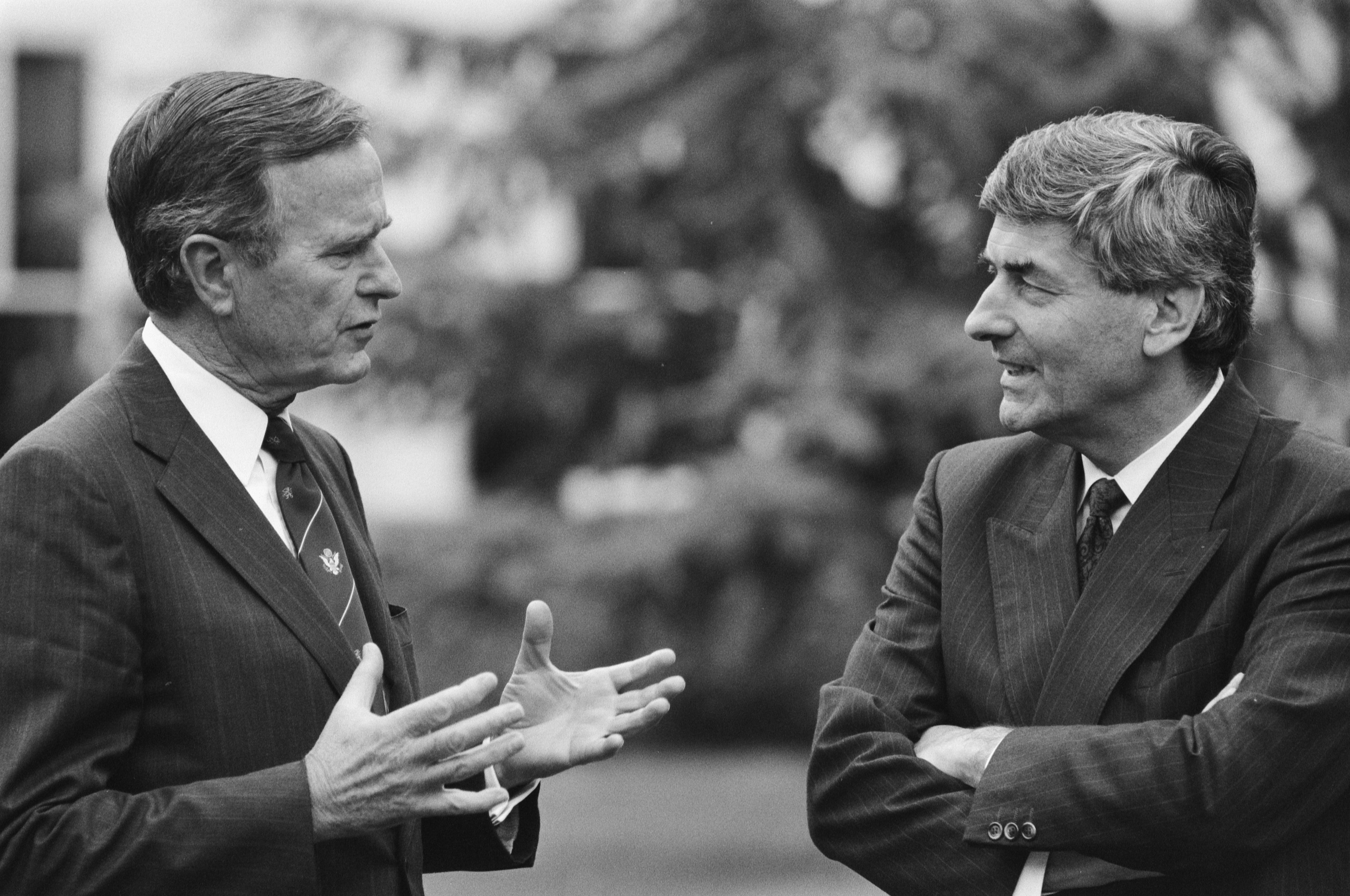
부시 대통령과 회담하는 뤼버르스 총리 (1989년)

## 생태학적 활동들
1992년 지구정상회의의 후속 조치에서 뤼버르스는 미하일 고르바초프와 모리스 스트롱과 협력하여 지구 헌장 구상에 참여하였다.  지구 헌장 문서는 2000년 6월 헤이그에 있는 평화궁에서 발표되었다.  뤼버르스는 국제 지구 헌방 위원회의 활동적인 일원이었으며 지속 가능하고 평화로운 세상을 위하여 지구 헌장의 메시지와 함께 특히 네덜란드에서 청소년들에게 연락이 취해졌다.
1993년 한국외국어대학교에서 정치학 명예 학위를 취득하였다.

## 학문적 활동들
1995년부터 2000년까지 그는 네덜란드의 틸뷔르흐 대학교와 미국의 하버드 케네디 스쿨에서 세계화 학과를 강의하였다.  그는 또한 세계 해양 독립 위원회의 부의장, 그리고 틸뷔르흐에 기지를 둔 세계회 개발 기관 글로버스의 의장이었다.

## 국제 연합 난민 고등 판무관
2000년의 말기에 뤼버르는 유엔 난민 고등 판무관으로서 오가타 사다코를 계승하는 데 유엔 사무총장 코피 아난에 의하여 임명되었다.
2001년 1월 1일부터 뤼버르스는 지구촌을 가로질러 일하는 5,000명 이상의 고용주들로 이루어지고 2천 1백만명으로 측정된 난민들과 전세계 120개국에 국내실향민에 관심을 두었던 유엔난민기구를 이끌었다.  그의 재직 기간 동안 전세계 다수의 난민들이 거의 22 퍼센트 (2001년 2,180만명에서 2004년의 시작에 1,710만명으로)에 의하여 줄었다.
뤼버르스는 또한 네덜란드를 위하여 관대한 난민 정책에 호의를 가졌고 그는 외국 시민법의 비판적이었다.  그는 또한 유엔 난민 고등 판무관 사무소의 재정적 상황을 안정시켰고 난민 보호를 위하여 재정적 의미들을 거대하게 증가시켰다.
그는 해마다 2001년 자신이 직무를 취했던 이래 난민 기관에 30만 달러를 기증하여 자신 소유의 16만 7천 달러의 연봉과 여비를 충당할 수 있게 되었다.

### 성희롱 고소
2004년 5월 뤼버르스는 국제 연합 난민 고등판무관 사무소의 2명의 다른 직원들에 의하여 참석된 자신의 사무소에서 회의에 이어 기관의 미국인 직원 신시아 브르작에 의하여 고발을 당했다.  고소는 대중매체에서 보고되어 뤼버르스에게 고발에 관하여 유엔난민기구와 사무소 직원에게 알리도록 촉구하였다.  이 기회에 그는 아무 잘못을 부인하였고 자신에 대한 혐의를 기각하였다.  그해 6월 2일 고발에 대한 조사를 맡게 된 유엔 내부 감독 서비스 사무소는 그 보고서를 코피 아난 유엔 사무총장에게 보냈다.  유엔 총회에 제시된 유엔 사무총장에게 그 공개 연차 보고서에서 내부 감독 서비스 사무소는 그것이 "사무총장에게 혐의를 지지하는 보고서를 제출하고 그에 따라 적절한 조치를 취해야 할 것을 추천한" 사건에 관하여 보고하였다.
뤼버르스는 다음과 같이 편지에서 내부 감독 서비스 보고서에 응답하였다 -
- (a) 성희롱 학대 행위가 발생했다는 것을 부인하고,
- (b) 그것이 존재한다고 말했듯이 그것은 불충분하고 결함이 있으면서 그러한 혐의데 대한 증거를 설립하고,
- (c) 보고 자신이 불규칙한 법적 근거에 근거한 것으로 보이고 법과 추론의 오류로 인한 결함이 있다는 결론을 내리는 데 결심한다.
뤼버르스는 전 국가 소수 민족 고등 판무관 막스 판 데어 스툴에게 기밀 보고서에 대해 의견을 밝히는 데 의문하였다.  그는 "한 방에서 단 둘의 다른 사람들이 고소에 의하여 주어진 버전을 확힌한 증거를 제공하지 않았다"고 추구하였다.  더욱 나가서 그는 언론으로 정보를 유출한 것으로 유엔 공무원들을 고발하였고 유출의 조사가 착수되야 할 것을 추천하였다.
유엔 사무총장은 고등 판문관의 보고서와 응답들, 그리고 보고서로 고위 관리자를 검토하였고, 고소는 입증할 수 없고 그러므로 문제를 종결했다는 것을 결정하였다.  그는 또한 미국의 판사이자 국제사법재판소의 전 소장 스티븐 슈어벌에 의하여 협의된 것으로 보고되었다.  유엔 사무총장은 막스 판 데어 스툴에 의하여 추천되면서 대중매체로 내부 감독 서비스 자신에 의하여 의도적으로 누출된 조사를 명령하는 데 실패하였다.

### 사임
2005년 2월 사건은 영국의 신문 인디펜던트가 내부 감독 서비스의 보고의 사본을 얻고 케이트 홀트에 의한 기사가 동반되어 그 내용을 공개했을 때 다시 뉴스에 있었다.
뤼버르스는 2월 18일 유엔 사무총장과 만나 이틀 후 일요일에 고등 판무관으로서 사임을 하여 언론에게 이렇게 진술하였다. - "4년의 세월 이상 동안 난 나의 전체의 에너지를 유엔난민기구 사무소에 주었다.  솔직히 말해서, 나의 모든 충성심에 불구하고 모욕이 이제 부상에 추가되어 난 고등 판무관으로서 사임을 한다"  유엔 사무총장의 사무소는 고등 판무관의 사임은 유엔난민기구의 최선의 이익이었던 것을 진술한 같은 날에 성명서를 발표하였다.  그의 사임 편지에서 뤼버르스는 자신의 사임이 죄책감의 표현이 아니었으나 그가 명예훼손 피해자가 되었다는 것을 진술하여 그는 "기구의 이익에" 사임했다는 것을 추가하였다.  10월 아난은 "증거가 고발을 지지하지 않았으나" 지속적인 언론의 압력 때문에 뤼버르스의 사임은 유엔난민기구의 최선의 이익이었다는 결론에 왔어야 했다는 것을 반복하였다.
고등 판무관으로서 뤼버스를 위한 송별회에서 그는 유엔난민기구로, 그리고 세계 난민들을 위하여 특별한 서비스로 대행 고등 판무관 웬디 체임벌린에 의하여 "올해의 업적상"을 받았다.
공식적인 진술에 네덜란드의 얀 페터르 발케넨더 총리는 뤼버르스에 고소가 지속 불가능하다고 일축된 이래 그의 이탈이 "쓰라린" 것으로 불렀다.

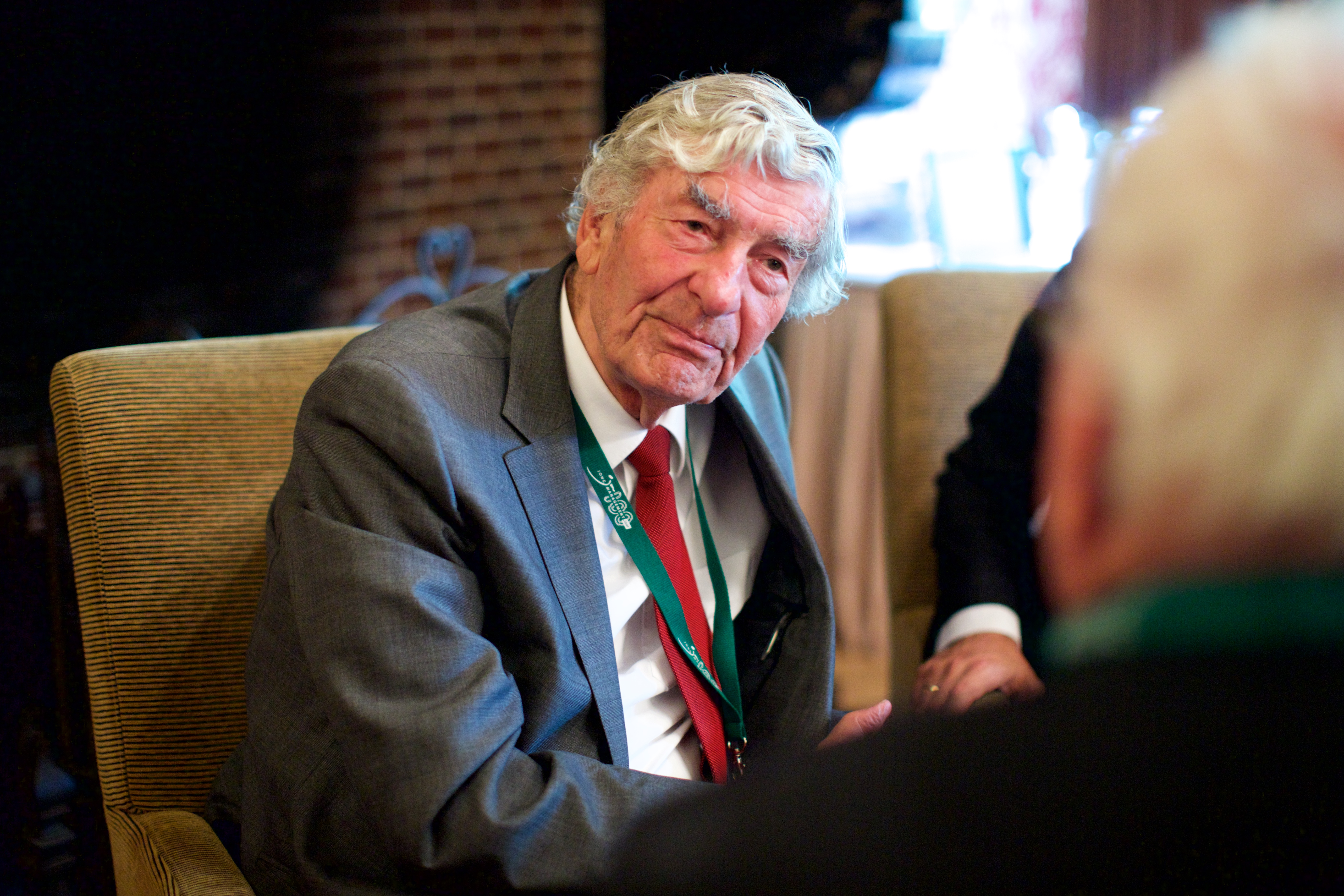
2016년 학술 토론 회의에서

## 정보 제공자
제2차 발케넨더 내각의 몰락 후, 뤼버르스는 임시 제3차 발케넨더 내각의 형성을 위한 정보 제공자가 되었다.
2010년 네덜란드 내각 형성을 위하여 자유민주인민당, 노동당, 민주66과 녹색좌파당이 새로운 정부를 형성하는 게 실패한 후, 뤼버르스는 새로운 연정을 위하여 가능성을 추구하는 데 또다시 정보 제공자가 되는 데 의문되었다.

## 개인 생활과 사망
1962년 10월 10일 뤼버르스는 리아 호헤베헌 (1940년-2024년)에게 결혼하여 슬하 2남 1녀 - 파울, 바르트와 헬런을 두었다.
2018년 2월 24일 뤼버르스는 로테르담에서 78세의 나이로 사망하였다.  그의 의례적인 장례식은 로테르담에서 열리고 당시 현직 총리 마르크 뤼터와 생존 중이었던 전직 총리들과 다른 고위급 정치인들에 의하여 참석되었다.  이것은 또한 8개월 후에 80세의 나이로 사망한 빔 콕의 마지막 공공 출연이기도 했다.
2024년 뤼버르스가 몇년 전에 혈관성 치매와 진단된 후, 안락사로 사망한 것이 밝혀졌다.